# Gin-iro no Kami no Agito
Gin-iro no Kami no Agito (銀色の髪のアギト?) är en japansk animefilm som producerades av Gonzo år 2006.